# Westhumble
Westhumble – wieś w Anglii, w hrabstwie Surrey, w dystrykcie Mole Valley. Leży 32 km na południowy zachód od centrum Londynu.